# Ljudmyla Denisova
Ljudmyla Leontjivna Denisova (in ucraino Людмила Леонтіївна Денісова?; in russo Людмила Леонтьевна Денисова?, Ljudmila Leont'evna Denisova; Arcangelo, 6 luglio 1960) è una politica ucraina di origini russe.
Dopo aver servito due volte come ministra delle politiche sociali dell'Ucraina, Denisova è stata da marzo 2018 a maggio 2022 difensore civico per i diritti umani in Ucraina. La Verchovna Rada ha licenziato la Denisova con l'accusa di non aver facilitato i corridoi umanitari e di impedire che gli ucraini sotto l'occupazione russa venissero deportati in Russia. È stata anche accusata di aver rilasciato dichiarazioni non verificabili su presunti crimini sessuali da parte delle truppe russe.

## Biografia
Cresciuta dalla madre Nina Ivanovna Ankudinova (nata nel 1934) ad Arcangelo, Denisova si è laureata alla Scuola pedagogica di Arcangelo (1978), all'Università statale di Leningrado (1989) e al Tavria Institute of Enterprise and Law di Sinferopoli (1995).

### Carriera professionale
Denisova è stata insegnante in una scuola materna ad Arkhangelsk dal 1979 al 1980. Per i successivi nove anni, Denisova ha ricoperto diversi incarichi presso il tribunale provinciale di Arkhangelsk. Nel 1989 si è trasferita in Ucraina ed è diventata consulente legale del Comitato provinciale della Crimea dell'Ucraina (1990–91). Dal 1991 ha lavorato nell'amministrazione del fondo pensione della Repubblica autonoma di Crimea fino al 1998.

### Carriera politica
Nel 1998 Denisova è diventata ministra dell'economia e delle finanze nel governo della Crimea. Nella Repubblica autonoma di Crimea dell'Ucraina, ha servito come ministra dell'economia, ministra delle finanze e capo del dipartimento del tesoro. Denisova è stata nominata politica dell'anno nel 2001. Nel 2000 Denisova è stata detenuta per 24 ore e accusata di abuso di potere. Denisova ha dichiarato di essere stata perseguitata per essersi rifiutata di firmare un documento di bilancio. Questo procedimento penale è stato presto chiuso.
Denisova è stata membro del partito Patria (Blocco Julija Tymošenko ) dal 2005 al 2014. Durante le elezioni parlamentari del 2006 e del 2007, è stata eletta deputata alla Verkhovna Rada.

#### Ministra
Il 18 dicembre 2007, Julija Tymošenko, con un margine di due voti, è stata eletta prima ministra, e il secondo governo Tymošenko è stato formato tra il Blocco Julija Tymošenko e il Blocco Ucraina Nostra - Autodifesa Popolare, in cui Denisova è stata nominata ministra del lavoro e delle politiche sociali.
Nell'ottobre 2009 Denisova si è classificata al 15 ° posto nella top 100 delle "donne più influenti in Ucraina" compilata da esperti per la rivista ucraina Focus (sei posizioni in meno rispetto al non ministro e collega membro di Patria, Natalija Korolevs'ka).

#### Elezioni parlamentari della Crimea 2010
Denisova era a capo della lista elettorale di Batkivshchyna durante le elezioni parlamentari della Crimea del 2010. Batkivshchyna non ha ottenuto seggi nel Consiglio Supremo della Crimea.

#### Elezioni parlamentari ucraine del 2012
Denisova è stata inserita al numero 38 nella lista elettorale di Batkivshchyna durante le elezioni parlamentari ucraine del 2012. È stata rieletta nella Verkhovna Rada.

#### 2º posto di ministra
Il 27 febbraio 2014 Denisova è diventata ministra del lavoro e delle politiche sociali nel governo di Yatsenyuk.
Nel settembre 2014 Denisova è diventata un membro fondatore del partito del Fronte Popolare.

#### Elezioni parlamentari ucraine del 2014
Nelle elezioni parlamentari ucraine del 2014, Denisova è stata rieletta nella Verkhovna Rada, collocandosi al 15º posto nella lista elettorale Fronte Popolare.

#### Difensore civico per i diritti umani in Ucraina
Il 15 marzo 2018 la Verkhovna Rada ha eletto Denisova difensore civico per i diritti umani in Ucraina.
Il 20 marzo 2022, Denisova ha affermato su Telegram che l'11 marzo oltre 50 anziani in una casa di cura erano stati intenzionalmente colpiti da un fuoco d'assalto da un carro armato nella città di Kreminna durante l'invasione russa dell'Ucraina del 2022, definendo l'attacco un "crimine contro umanità" da "forze di occupazione razziste".

#### Esagerazione dei casi di stupro durante la guerra russo-ucraina e licenziamento
Il 31 maggio 2022, la Verkhovna Rada ha licenziato Ljudmyla Denisova, con il supporto di 234 deputati, in quanto avrebbe concentrato il proprio lavoro su crimini di natura sessuali "che non possono essere confermati con prove, danneggiando l'Ucraina e distraendo i media mondiali dai reali bisogni dell'Ucraina". Precedentemente, alcuni deputati, supportati da una lettera aperta di 140 personalità pubbliche, attivisti e professionisti, l'avevano accusata di aver rilasciato dichiarazioni non verificabili su presunti crimini sessuali da parte delle truppe russe. Il vicepresidente del comitato di regolamentazione della Rada, Pavlo Frolov, ha dichiarato che la Denisova non era riuscita a facilitare i corridoi umanitari nelle zone di guerra, a impedire che gli ucraini sotto il controllo russo non fossero deportati in Russia e che non avrebbe facilitato la protezione e lo scambio di prigionieri di guerra. Frolov ha detto che la vice prima ministra Iryna Vereščuk ha dovuto affrontare la maggior parte delle questioni relative ai diritti umani in tempo di guerra.
Olga Sovhyria, rappresentante presso la Corte costituzionale ucraina e parlamentare di Servitore del popolo, ha affermato che "a volte diffonde fatti che sembravano molto falsi e informazioni di cui non conosciamo la fonte". Denisova ha redatto rapporti di stupri di massa di adolescenti e di neonati, per un totale di 43 000 crimini di guerra. Questi casi non hanno trovato conferma nelle indagini dell'ufficio del procuratore generale a Kiev.
Sevgil Musayeva, la redattrice capo della Ukraïns'ka pravda, ha chiesto alla sua redazione di impedire la pubblicazione dei rapporti della Denisova, ha dichiarato che "su alcune delle notizie fatte circolare da Denisova ho fatto fare un controllo ai miei giornalisti e non risultatavano vere né erano oggetto di indagini. È un grave danno per l’Ucraina, perché quando diffondi notizie su crimini di guerra non verificate, poi diventa difficile approfondirle".
I poteri della legge marziale sono stati usati per licenziarla.
A giugno ha ammesso di aver "esagerato" le descrizioni sugli stupri. Per giustificarsi, Denisova fa riferimento al suo discorso al Parlamento italiano, dove, a suo parere, i deputati erano stanchi della guerra in Ucraina e il Movimento 5 Stelle si era pronunciato contro le consegne di armi. Ha dichiarato: "Sì, il vocabolario era molto duro, ne ho parlato con i PR, l'ho detto, anzi, forse ho esagerato. Ma ho cercato di raggiungere l'obiettivo di convincere il mondo a fornire armi e fare pressione sulla Russia".

#### Accuse di corruzione
Nel settembre 2024, l'Agenzia nazionale per la prevenzione della corruzione (NAPC) ucraina la accusa di false dichiarazioni e arricchimenti illeciti per gli anni 2022 e 2023. Il rapporto contro Denisova, che alla fine del 2023 era ancora membro del consiglio di amministrazione di un fondo pensioni, rivelerebbe segni di arricchimento illecito per quasi 10 milioni di grivne (216 mila euro) e segni di falsa dichiarazione per oltre 32,4 milioni di grivne (702 mila euro).